# 聖戦スペクタル
「聖戦スペクタル」（せいせん-）は、Ceuiの6作目のシングル。2009年5月27日にLantisから発売された。

## 概要
- パソコンゲーム『ヴァルキリーコンプレックス』の主題歌が収録されている。
- CDジャケットには、キリエ・レイソンが描かれている。

## 収録曲
（全作詞：Ceui、作曲：小高光太郎・Ceui、編曲：小高光太郎）
1. 聖戦スペクタル [5:01] 
  - パソコンゲーム『ヴァルキリーコンプレックス』オープニングテーマ
2. 永久のコトバ [5:37] 
  - パソコンゲーム『ヴァルキリーコンプレックス』挿入歌
3. 聖戦スペクタル（off vocal）
4. 永久のコトバ（off vocal）